# Babenkivka Druha, Kalanceak
Babenkivka Druha (în ucraineană Бабенківка Друга) este un sat în comuna Prîvillea din raionul Kalanceak, regiunea Herson, Ucraina.

## Demografie
Componența lingvistică a localității Babenkivka Druha
     Ucraineană (94,36%)
     Rusă (4,14%)
     Belarusă (1,13%)
     Alte limbi (0,38%)
Conform recensământului din 2001, majoritatea populației localității Babenkivka Druha era vorbitoare de ucraineană (94,36%), existând în minoritate și vorbitori de rusă (4,14%) și belarusă (1,13%).